# Evropská basketbalová federace
Evropská basketbalová federace, zkráceně FIBA Europe (anglicky Federation International Basketball Associations Europe), je evropská sportovní organizace, která sdružuje národní basketbalové svazy evropských států, nebo jejich zemí a celků.
Vznikla v roce 1950 a sídlí v německém Mnichově. K roku 2017 sdružovala 52 národních svazů. Vrcholným orgánem je Valné shromáždění, které se schází jednou ročně a v němž má každý člen jeden hlas. Mezi zasedáními řídí organizaci jím volený 25členný výkonný výbor na čtyřleté období (2014–2018). FIBA Europe je členem Mezinárodní basketbalové federace (FIBA).
Na funkční období 2014–2018 se prezidentem stal turecký funkcionář Turgay Demirel, výkonným ředitelem bývalý český basketbalista Kamil Novák, jenž dříve zastával funkci generálního sekretáře, a viceprezidenty pak Belgičan Cyriel Coomans, Ital Dino Meneghin a Ukrajinec Oleksandr Volkov.
Dříve funkci prezidenta plnil také Islanďan Ólafur Rafnsson.

## Členské federace
| Země / stát         | Federace                                        | Založení  |
| ------------------- | ----------------------------------------------- | --------- |
| Albánie             | Albanian Basketball Federation                  | 1947      |
| Andorra             | Federació Andorrana de Basquetbol               | 1988      |
| Anglie              | English Basketball                              | 1937      |
| Arménie             | Basketball Federation of Armenia                | 1992      |
| Ázerbájdžán         | Azerbaijan Basketball Federation                | 1994      |
| Belgie              | Fédération Belge de Basketball                  | 1933      |
| Bělorusko           | Belarussian Basketball Federation               | 1992      |
| Bosna a Hercegovina | Basketball Federation of Bosnia and Herzegovina | 1992      |
| Bulharsko           | Bulgarian Basketball Federation                 | 1935      |
| Kypr                | Cyprus Basketball Federation                    | 1972      |
| Česko               | Česká basketbalová federace                     | 1932/1993 |
| Černá Hora          | Basketball Federation of Montenegro             | 2006      |
| Dánsko              | Danmarks Basketball-Forbund                     | 1951      |
| Estonsko            | Estonian Basketball Federation                  | 1934/1992 |
| Finsko              | Finnish Basketball Federation                   | 1939      |
| Francie             | Fédération Française de Basketball              | 1933      |
| Gibraltar           | Gibraltar Amateur Basketball Association        | 1985      |
| Gruzie              | Basketball Federation of Georgia                | 1992      |
| Nizozemsko          | Netherlands Basketball Federation               | 1946      |
| Chorvatsko          | Croatian Basketball Federation                  | 1992      |
| Irsko               | Basketball Ireland                              | 1947      |
| Island              | Korfuknattleikssamband Islands                  | 1961      |
| Itálie              | Federazione Italiana Pallacanestro              | 1932      |
| Izrael              | Basketball Association of Israel                | 1939      |
| Litva               | Lithuanian Basketball Federation                | 1936/1992 |
| Lotyšsko            | Latva Basketball Association                    | 1932/1992 |
| Lucembursko         | Fédération Luxembourgeoise de Basketball        | 1934      |
| Makedonie           | Basketball Federation of F.Y.R. of Macedonia    | 1993      |
| Maďarsko            | Magyar Kosarlabdázók Országos Szövetsége        | 1935      |
| Malta               | Malta Basketball Association                    | 1967      |
| Moldavsko           | Basketball Federation of Moldova                | 1992      |
| Monako              | Fédération Monégasque de Basketball             | 1987      |
| Německo             | Deutscher Basketball Bund e.V.                  | 1934      |
| Norsko              | Norwegian Basketball Association                | 1968      |
| Polsko              | Polski Związek Koszykówki                       | 1934      |
| Portugalsko         | Federaçáo Portuguesa de Basquetebol             | 1932      |
| Rakousko            | Austrian Basketball Federation                  | 1934      |
| Rumunsko            | Federatia Romana de Baschet                     | 1932      |
| Rusko               | Russian Basketball Federation                   | 1947      |
| Řecko               | Hellenic Basketball Federation                  | 1932      |
| San Marino          | San Marino Basketball Federation                | 1969      |
| Slovensko           | Slovenská basketbalová asociácia                | 1932/1993 |
| Slovinsko           | Basketball Federation of Slovenia               | 1992      |
| Srbsko              | Kosarkaski Savez Srbije                         | 1936      |
| Skotsko             | Scottish Basketball Association                 | 1947      |
| Španělsko           | Federación Española de Baloncesto               | 1934      |
| Švýcarsko           | Fédération Suisse de Basketball                 | 1932      |
| Švédsko             | Swedish Basketball Federation                   | 1952      |
| Turecko             | Turkish Basketball Federation                   | 1936      |
| Ukrajina            | Basketball Federation of Ukraine                | 1992      |
| Wales               | Basketball Association of Wales                 | 1956      |
| Zaniklé federace    |                                                 |           |
| Československo      | Česká a slovenska basketbalová federace         | 1932      |
| Jugoslávie          | Kosarkaski Savez                                | 1936      |
| Sovětský svaz       | Basketball Federation                           | 1947      |

## Pořádané soutěže

### Národní soutěže
- Mistrovství Evropy v basketbalu mužů a žen
- Mistrovství Evropy v basketbalu divize C
- Mistrovství Evropy v basketbalu hráčů do 20 let
- Mistrovství Evropy v basketbalu hráčů do 20 let divize B
- Mistrovství Evropy v basketbalu hráčů do 18 let a hráček do 18 let
- Mistrovství Evropy v basketbalu hráčů do 16 let
- Mistrovství Evropy v basketbalu hráčů do 18 let divize B
- Mistrovství Evropy v basketbalu hráčů do 18 let divize C
- Mistrovství Evropy v basketbalu hráčů do 16 let divize B
- Mistrovství Evropy v basketbalu hráčů do 16 let divize C
- Mistrovství Evropy v basketbalu hráček do 18 let
- Mistrovství Evropy v basketbalu hráček do 16 let

### Klubové soutěže
- FIBA Liga Mistrů
- FIBA Evropský Pohár
- Euroliga v basketbalu žen[6] (1958-1995 Pohár evropských mistrů, od 1996 Euroleague Women)
- Evropský pohár v basketbalu žen[7] (od 2002)

Zaniklé
- Euroliga v basketbalu[8] (1958-1991 Pohár evropských mistrů (PEM) v basketbalu mužů, 2000-2001 SuproLeague)

- Saportův pohár v basketbalu mužů (1966-1991 Pohár vítězů pohárů, 1991-1998 Evropský pohár, 1998-2002 Saporta pohár)[9]
- Koračův pohár v basketbalu mužů (1972-2002)[10]
- FIBA EuroCup Challenge (2002-2007)[11]
- FIBA EuroCup Challenge
- Pohár vítězů pohárů v basketbalu žen (1971-1974)
- Pohár Liliany Ronchettiové v basketbalu žen (1992-2002)[12]

### Klubové soutěže pořádané ULEB
- Euroliga (od roku 2000)
- ULEB Eurocup (2002-2009 ULEB Cup, od 2009 ULEB Eurocup)